# Sorin Ștefănescu
Sorin Ștefănescu (n. 26 august 1952, București) este un scriitor, editor și redactor SF român.

## Biografie
Sorin Ștefănescu s-a născut la București, pe 26 august 1952. A absolvit Facultatea de Aeronave, secția sisteme propulsie aerospațiale și, în 1982, a debutat ca scriitor cu romanul Zee, apărut în colecția Fantastic club a editurii Albatros.
În 1990 a devenit director la editura Iris și, un an mai târziu, la editura Valdo, în cadrul căreia a lansat colecția Science Fiction. În 1994, a devenit director la editura Aldo Press, în cadrul căreia a lansat colecția Orbita. Aceste colecții au publicat pentru prima dată în România romane ale unor autori ca Serge Brussolo, Michael Moorcock sau Robert Sheckley.